# Gacs János
Gacs János (Edve, Sopron vármegye, 1897. január 27. – Szombathely, 1956. november 6.) magyar római katolikus pap, pápai kamarás, cserkész főtiszt, országgyűlési képviselő.

## Élete
1897-ben született az akkor Sopron vármegyéhez tartozó Edve községben, Gacs János kisbirtokos fiaként, római katolikus vallásban. Középiskolai tanulmányait a soproni bencés gimnáziumban végezte, majd 1915-ben bevonult önkéntes katonai szolgálatra az akkor Bécsben állomásozó, volt közös 76. gyalogezredhez. Később a losonci 25. gyalogezredhez került, és az első világháború kitörését követően ennek kötelékében került ki az orosz hadszíntérre.
Részt vett a második Bruszilov-offenzívában és több más jelentős ütközetben, amik után elnyerte a kisezüst vitézségi érmet és a Károly-csapatkeresztet. 1917 novemberéig szolgált az első tűzvonalban az orosz fronton, majd 1918 elejétől az olasz harctérre, Udinébe vezényelték, 1918 májusától pedig a háború végéig karhatalmi szolgálatot teljesített osztrák és cseh városokban.
Leszerelése után kezdte meg teológiai tanulmányait az esztergomi érseki, illetve a szombathelyi teológián; amire végzett, elsajátította az angol és a német nyelvet is. Felszentelését (1923) követően Körmenden kezdte papi pályáját, mint káplán, majd még ugyanazon év novemberétől, majdnem két évi időtartamra udvari pappá nevezték ki a szombathelyi püspöki udvarba.
Onnan a budapesti Szent Imre kollégiumba került, ahol előbb prefektusi beosztást töltött be, majd igazgatóhelyettes lett; 1936-ban pedig igazgatói kinevezést kapott, de akkor már a soproni Szent Imre kollégium élére. Időközben – 1934-ben – püspöki tanácsossá, 1936-ban pedig pápai kamarássá is kinevezték.
Papi működése mellett súlyt fektetett az ifjúság nevelésére is, a cserkészmozgalomban kifejezetten sokoldalú tevékenységet fejtett ki. Mint cserkésztiszt, több évig részt vett a mozgalom vezetésében – három évig a budapesti I. cserkészkerület ügyvezető elnöke volt, jelen volt az 1929. évi angliai cserkész dzsemborin, a gödöllői cserkész világtalálkozón pedig mint cserkész vezérkari főnökhelyettes vett részt. Sok tanulmánya is megjelent hasonló tárgyban cserkészeti és szociális folyóiratokban.
Az országos politikai életbe 1939-ben kapcsolódott be, amikor az akkori országgyűlési választáson Sopron vármegye és Sopron város lajstromos listáján országgyűlési képviselővé választották, mint második jelöltet, a Magyar Élet Pártja programjával.